# Clever Ferret 2005
2005 májusában Szlovéniában gyakorlatozott a Többnemzetiségű Szárazföldi Kötelék (Multinational Land Forces, MLF). A 2005-ös kiképzési feladat során, a mintegy 1500 olasz és szlovén katona mellett, a debreceni MH 5. Bocskai István Lövészdandárt 350 katona képviselte. A Clever Ferret 2005 elnevezésű gyakorlat, 2005-ben a legnagyobb méretű, magyar katonák részvételével lebonyolított együttműködési feladat.

## Részt vevő országok
Szlovénia
 Olaszország
 Magyarország